# Javier Elorriaga
Elorriaga  Iturriagagoitia est un nom espagnol. Le premier nom de famille, en général paternel, est Elorriaga ; le second, en général maternel, souvent omis, est Iturriagagoitia.
Javier Francisco Elorriaga Iturriagagoitia, né le 3 décembre 1947 à Abadiño en Biscaye, est un ancien coureur cycliste espagnol. Professionnel de 1972 à 1980, il a notamment remporté deux étapes du Tour d'Espagne.

## Biographie
Fin 1980, n'ayant pas trouvé d'équipe, il cesse sa carrière professionnelle.

## Palmarès

### Palmarès amateur
- 1968
  - Prueba Alsasua
- 1971
  -  Médaillé d'or de la course en ligne aux Jeux méditerranéens
- 1972
  - 6e étape du Tour de Pologne
  - 2e de la Prueba Alsasua

### Palmarès professionnel
| - 1973 - 3e étape du Tour d'Andalousie - 3e étape du Tour du Pays basque - 4e et 5e étapes du Tour d'Aragon - 2e étape du Tour des Asturies - 2e étape des Trois Jours de Leganés - GP Llodio - Trofeo Masferrer - 2e du Tour de Ségovie - 3e du Tour d'Aragon - 1974 - Tour d'Aragon : - Classement général - 1re étape - 3e et 4e étapes du Tour de Cantabrie - 5e étape du Tour de Majorque - 2e du Gran Premio Caboalles de Abajo - 3e du GP Pascuas - 3e du championnat d'Espagne des régions - 3e du Trofeo Masferrer - 3e du Tour de Majorque - 1975 - Tour de Ségovie - 5e étape du Tour des Asturies - Tour de La Rioja : - Classement général - 1re étape - 2e du Trofeo Masferrer - 2e du championnat d'Espagne sur route - 3e du championnat d'Espagne des régions - 1976 - 1re et 4e étapes du Tour du Pays basque - Tour d'Aragon : - Classement général - 2e, 4e et 7e étapes - 4e étape du Tour de Cantabrie - 2e et 3e étapes des Trois Jours de Leganés - 2e du Gran Premio Nuestra Señora de Oro - 2e du Tour du Pays basque - 2e de la Klasika Primavera - 2e du Trofeo Elola - 3e du GP Pascuas - 3e des Trois Jours de Leganés | - 1977 - Prologue du Tour du Pays basque - 1re étape du Tour des Asturies - 3e étape du Tour de Cantabrie - Trois Jours de Leganés : - Classement général - 3e étape - Gran Premio Caboalles de Abajo - 3e du GP Navarra - 1978 - GP Valencia - Trophée Luis Puig - 2eb étape du Tour de Cantabrie - 11e étape du Tour d'Espagne - Prologue et 2e étape du Tour des Asturies - 2e du Gran Premio Navarra - 3e du GP Pascuas - 3e des Trois Jours de Leganés - 1980 - 15e étape du Tour d'Espagne - 3e du championnat d'Espagne sur route |  |

## Résultats sur les grands tours

### Tour de France
1 participation 
- 1978 : abandon (13e étape)

### Tour d'Espagne
7 participations
- 1973 : 46e
- 1974 : 16e, vainqueur du classement des metas volantes
- 1976 : 26e, 2e du classement par points,  maillot jaune pendant deux jours
- 1977 : 24e
- 1978 : 27e, vainqueur de la 11e étape
- 1979 : 51e
- 1980 : 42e, vainqueur de la 15e étape

### Tour d'Italie
2 participations 
- 1975 : 58e
- 1977 : 98e